# Hudson River Sloop Clearwater
A Hudson River Sloop Clearwater, Inc. é uma organização sem fins lucrativos situada na 724 Wolcott Avenue, Beacon, Nova Iorque que visa proteger o rio Hudson através de advocacia e educação pública. Fundada pelo cantor folk Pete Seeger com sua esposa Toshi Seeger em 1966, a organização é conhecida por seu navio à vela, a chalupa Clearwater, e pelo seu festival musical e ambiental anual, o Great Hudson River Revival.
Em 4 de maio de 2004, o Clearwater foi adicionado como uma estrutura no Registro Nacional de Lugares Históricos.
Com sede por muitos anos em Poughkeepsie, a Clearwater mudou seu escritório para Beacon em 2009.